# خوان مارسه
 خوان مارسه کاربو (انگلیسی: Juan Marsé Carbó؛ زادهٔ ۸ ژانویهٔ ۱۹۳۳ – درگذشته ۱۸ ژوئیه ۲۰۲۰) نویسنده اهل اسپانیا بود.
وی همچنین برنده جوایزی همچون جایزه سروانتس شده بود.
هیچ کتابی از این نویسنده
به فارسی ترجمه نشده است. 
مارسه در ۱۸ ژوئیه ۲۰۲۰ به دلیل کهولت سن درگذشت. 